# カオシックルーンEs
『カオシックルーンEs』（カオシックルーンエス）は、山本賢治による日本の漫画作品。『チャンピオンRED』（秋田書店発行）にて連載中。構成協力：千葉智宏（スタジオオルフェ）、デザイン協力：神宮司訓之。作者の視力低下による体調不良から、2007年以降は休載中となっており、単行本は第5巻まで刊行されている（2018年7月5日時点）。

## 概要
『カオシックルーン』（以下前作）同様、スプラッター描写、ヒロイン達のエロ描写満載の召喚能力バトル漫画。前作と同一世界、同一時間軸の話なのでリョウガ達前作の登場人物も登場し、第5巻以降は前作最終話以降の話となるのでまさに「続編」となる。また、重傷を負ったハカナがなぜかいきなり竜界の里にいた等の補完がなされており、前作の不都合のつじつま合わせもされている。

## ストーリー
主人公「伽藍堂馬」が魂を七枚のカードにされた先生を生き返らせるため、そのカードを持つ「虹死連」に戦い挑む。

## 登場人物
狂手の白竜（マッドハンド・パイロン）・伽藍堂馬
主人公。通常の「カード使い」とは異なり、体内にあるカードを使って竜を召喚し融合して戦う。自称「フツーの人間」。「虹死連」によって重傷を負い9年間昏睡状態であったが、人界によって体内に竜を移植されて回復し現在に至る。竜を移植されているせいか体力、筋力は人並み以上で生身でモンスターに挑むことも。使用モンスターは竜界最弱のドリス。当初は制御できず竜がびびってしまい融合出来なかったこともあったが、菜奈曰く仲直りでパワーアップを果たす。その後、正統後継者ではないが先生を思う心に同調し、最後の竜王たる水竜王デス＝レックス＝テールの力を得る。
性格は好戦的で直情傾向、さらに後先を考えない行動や小細工が苦手など典型的な突撃型タイプ。また、9年間眠っていたせいか恐竜やプリン好きなど子供っぽい一面も。外見だけに因縁もつけられることもあるが、意外にも授業は真面目に受ける。
天空の雷姫・六神晶
竜界の里出身の女子高生。使用モンスターは雷を操るハイ＝サンダー。
口より先に手が出るタイプで典型的な大阪人。貧乳で本人もそのことを多少気にしている模様。また、成績が余り良くなく、カナヅチであったり虫が苦手という一面も。菜奈とは孤児院で出会い、「せっかちな晶ととトロい菜奈で2人一緒でいい塩梅」ということで友達となり、それ以降2人で行動、戦闘をしている。
疾風の霧姫・根来菜奈
竜界の里出身の女子高生。使用モンスターは水と風を操るクラウド＝バスター。
天然系でこちらは巨乳。勉強はしていないが、なぜかそこそこの成績は取っている。普段はトロかったりボケ担当であったりするが、晶が傷ついたりするとキレてしまい暴走することも。晶からは常に「ハチ」と呼ばれており、そのせいか第2巻の概要にも「ハチ」と書かれてしまう。
十六夜咲耶
数少ない神界のカード使いで本作の重要人物。目が不自由の状態であったが1人だった堂馬を引き取り、育てていた。「虹死連」によって魂を「女神」のカードとして7分割されてしまい、神界の最強モンスター・ヨグ＝ソトホースを召喚する鍵になってしまう。堂馬からは先生と呼ばれていた。
カウツ・レーゲンドルフ
女界のカード使いの美少年。使用モンスターはエア。
「虹死連」の一員となってしまった妹を救うため、自分には力が無いので堂馬に力を貸してもらおうとする。ゲーム機に詳しい一面がある。
久我源一郎
リョウガの本当の父親であり、マコトの父親でもある。水竜王のカードで里全体に結界を張っていたが、ワーロックが里に現れたことにより封印より出てきてワーロックと戦うが既に肉体は限界を超えていた為、戦闘後に死亡する。

### 虹死連
紺（あお）きドラグイーター・斑連九郎
実質的虹死連のリーダー。堂馬に対しては圧倒的な力の差を見せたが犬神大和にあっけなく殺される。使用モンスターはロストーク＝サーペント。
真紅の豪腕・音羽輪舞&音羽輪流都
美的感覚が普通の人とかなりずれている双子のオカマ。虹死連の中では最初に（輪舞は堂馬に、輪流都は斑連九郎に）殺される。使用モンスターはグリム・リパー。
碧玉の釣鐘
使い名不明でカード使いがモンスターの体内に寄生している。堂馬の最後の力の前に敗北し、死亡。使用モンスター名も不明。
暁の守護者・チャック＝ビリー
メルジーネを自分の娘とダブらせ、メルを自分の全てにかけて守ろうとするインディアン。堂馬と一騎討ちを繰り広げるがたまたま堂馬が飛ばされた所にクランのカードが入った鞄があった為、堂馬にそれらを使われて敗北し、死亡。使用モンスターはテラー＝テスタメント。
水色時代（ヘル・プラウ）・メルジーネ
カウツの妹で愛称はメル。両親が死亡した本当の理由を知らず、虹死連に参加する。真実を知った後、紫苑を倒してカウツの元に帰り、無類井カスミと共にいることに。使用モンスターはソア＝スロート。
闇の紫眼（パープルアイ）・紫苑
斑連九郎を偏愛していた女性。真実を知ったメルジーネに敗北し、死亡する。使用モンスターはイクイ＝ノックス。葬式マニアでもある。
カレーの王子様・シャハティ・アルハザード
最後に殺害された虹死連の1人。前作において久我マコトに敗北し、死亡。そのため作中で堂馬に一度姿を見せただけで戦闘はしていない。

### 人界の改造人間
犬神大和
堂馬達のクラスメイトで、唯一の改造人間の中での成功例。死ねない身体を厭い、自分をナイフ1本でも死ねるようにする為、女神のカードを集める。後に、自分を殺してもらう為ワーロックの元にいることに。使用モンスターは前作に登場した「アル＝マー」。
実験体1号、2号
情緒面に問題がある改造人間。1号、2号の区別は不明。片方は前作に登場した「グリスカント」を使用。

### 機界
ゼロ＝アレキサンドライト
機界を統治している女王。見かけは幼いがあらゆる知識、完璧な判断力を備えている（九品仏談）が実際は見かけどおりのお子様で泣き虫。神界の最強モンスターを復活させない為、堂馬達に協力を求め更に4界の首脳会談にも応じるが会談は破談し、更に魔界のモンスターによって重傷を負わされる。使用モンスターはロイヤル＝バスター。
九品仏護
機界の近衛大隊隊長。女王がまだ幼いことから実質的に機界を統治している。

### 前作からの登場人物
詳細は前作参考のこと
源リョウガ
前作の主人公。実の母親に会いに竜界の里に向かい、堂馬達と出会うことになる。相変わらずハカナが生存していることは知らないでいる。
夏樹ハカナ
前作のヒロイン。渋屋での戦闘の際にポカポカを貫かれ重体の状態の所を晶が発見し、回復のため竜界の里に行くことに。
久我マコト
リョウガと共に竜界の里に向かう。その後、水竜王のカードを手に入れるため堂馬達と行動する。
大家さん（本名不明）
晶や菜奈などの竜界の人物が集まる「メゾンビッグバン」の大家。使用モンスターはギガノ＝ロックス。
週に3日は朝晩カニ玉であったり、食事を残すことは許さなかったりするなど、大家としては横暴ぎみ。さらに力も強く、竜と融合している堂馬との腕相撲勝負に勝利するほど。
時雨京護
リョウガと共に竜界の里に向かう。メゾンビックバンで生活していた。
御母衣サエコ
リョウガと共に竜界の里に向かう。隠密として堂馬達を監視し、戦闘の後始末までもしていた。今作の黒幕の1人でリョウガに偽の情報を流し、リョウガの元に竜王のカードを全て揃わせて完全復活を目論む。また、複数人存在しており、その壱が竜界のお屋形として、その弐（堂馬に敗北し、死亡）、その参がリョウガと共に行動している。
生田目ニロ
リョウガと共に竜界の里に向かう。
我謝コウジ
斑連九郎との戦闘に苦戦する堂馬に剣型ドラゴンのカードを渡して消える。
久我静音
リョウガの本当の母親であり、マコトの母親でもある。竜界の里に幽閉中であったが、里の結界が消えたことにより脱走する。
七条寺レツ
なぜか機界の艦隊司令となり、階級も提督に。
赤子（本名不明）
4界の首脳会談に応じ、姿を現すが現世の戦争に飽き、この世界を捨てて次なる世界に旅立つ。

## 単行本
- 山本賢治 『カオシックルーンEs』 秋田書店〈チャンピオンREDコミックス〉、既刊5巻
  1. 2005年6月20日発行 2005年5月20日発売 ISBN 4-253-23141-1
  2. 2005年12月20日発行 2005年11月19日発売 ISBN 4-253-23142-X
  3. 2006年5月20日発行 2006年4月20日発売 ISBN 4-253-23143-8
  4. 2006年12月20日発行 2006年11月20日発売 ISBN 4-253-23144-6
  5. 2007年6月20日発行 2007年5月18日発売 ISBN 978-4-253-23145-9